# София Маргарета фон Анхалт-Бернбург
София Маргарета фон Анхалт-Бернбург (на немски: Sofie Margarete von Anhalt-Bernburg; * 16 септември 1615; † 27 декември 1673) от династията Аскани е принцеса от Анхалт-Бернбург и чрез женитба княгиня на Анхалт-Десау.

Тя е дъщеря на княз Христиан I фон Анхалт-Бернбург (1568 – 1630) и графиня Анна фон Бентхайм-Текленбург (1579 – 1624), дъщеря на граф Арнолд III фон Бентхайм-Текленбург. Сестра е на Христиан II фон Анхалт-Бернбург (1599 – 1656), Фридрих фон Анхалт-Харцгероде (1613 – 1670) и на Елеонора Мария (1600 – 1657).
София Маргарета се омъжва на 14 юли 1651 г. в Десау за братовчед си, съпруга на (1596 – 1660), син на княз Йохан Георг I фон Анхалт-Десау. Тя е втората му съпруга. Бракът е бездетен. На 4 октомври 1652 г. той претърпява злополука при лов и за много години е на легло. Той умира на 15 септември 1660 г. в Десау.
София Маргарета умира на 27 декември 1673 г. на 58 години.